# Магве – Пінпет/Таунгфіла
Магве – Пінпет/Таунгфіла – газопровідна система у центральній М'янмі.
Трубопровід проклали не пізніше 2009 року для живлення ряду промислових підприємств у округах Мандалай і Шан. Він починається від Магве, де проходить газопровід Південь – Північ. Крім того, після запуску в 2014-му системи М'янма – Китай від однієї з належних до неї станцій у Єнанджаун до Магве проклали перемичку діаметром 500 мм. 
Від Магве на схід прямує ділянка нитка довжиною 140 км з діаметром 350 мм. У Pyawbwe вона розгалужується на дві підсистеми:
- південну довжиною 156 км з діаметром 300 мм;
- східну завдовжки 159 км, яка первісно також має діаметр труб 300 мм, що після Pyinyaung зменшується до 200 мм.
Південна підсистема подає ресурс передусім для целюлозно-паперового комбінату в Єні та цементного заводу в Таунгфіла. Східна підсистема проходить у Pyinyaung повз три цементні заводи, потім живить цементний завод у Kanbawza та у підсумку досягає металургійного заводу Пінпет. Саме останній, який використовує технологію прямого відновлення заліза, повинен бути найбільшим споживачем протранспортованого по газопроводу ресурсу. Втім, традиційні для М’янми економічні проблеми можуть призводити до багаторічних простоїв цього підприємства.